# Nihon kirjaku
Nihon Kirjaku (日本紀略) je zgodovinska knjiga, sestavljena v obdobju Heian, ki opisuje odlomke iz Rikokuši in zgodovino od Rikokuši do cesarja Goičija. Razpon je od dobe bogov do 9. leta Čogena (1036). Urednik neznan. Kitajsko besedilo, kronološki slog, vseh 34 zvezkov.
Datum nastanka ni znan, čeprav naj bi bil od druge polovice 11. stoletja do 12. stoletja. Nejasen je tudi izvirni naslov knjige. Imenovali so ga tudi Nihon Šiki Rjaku, Nihon Ši Rjaku in Nihon Širui.

## Vsebina
Zdi se, da je bil rokopis o starosti bogov na začetku vstavljen pozneje in sprva sploh ni obstajal.
V prvi polovici zvezka 20, do vladavine cesarja Kokoja, so pomembni deli na kratko izvlečeni iz Rikokuši in posneti. Vendar pa obstajajo mesta, kjer so bili narejeni leksikalni popravki, da je skrajšana različica, tako da ni popolnoma enak stavek ali isti znak.
Obstajajo tudi mesta, kjer so vstavljeni izvirni stavki, ki jih v Rikokušiju ni. V delu, ki omenja okoliščine atentata na Fudživara no Tanecuguja in izključitev cesarskega princa Sagare, je dragocen, ker opisuje izbrisane stavke Nihon Šoki, ki so bili izbrisani iz političnih razlogov. Poleg tega je Nihongi Rjaku v pomoč pri poznavanju izgubljenih delov Nihon Koki.
Od cesarja Uda do cesarja Goičija, opis od 887 do 1036 ni izvleček, ampak del, ki ga je naredil urednik okrajšav Nihongi. Zdi se, da je zahteval materiale iz Šinkokuši (Nova nacionalna zgodovina), vendar je rečeno, da je v zapisu datum in čas izpuščen.